# 九龙湾水库
九龙湾水库是中国内蒙古自治区乌兰察布市丰镇市境内的一座水库，位于饮马河上，建于1962年。水库正常库容为116万立方米，集雨面积为156平方千米，海拔为1359米。